# هلادکه ژیووتیتسه
هلادکه ژیووتیتسه (به چکی: Hladké Životice) یک منطقهٔ مسکونی در جمهوری چک است که در ناحیه نووی ییتشین واقع شده‌است. هلادکه ژیووتیتسه ۱۵٫۹۲ کیلومتر مربع مساحت و ۹۷۰ نفر جمعیت دارد و ۲۵۴ متر بالاتر از سطح دریا واقع شده‌است.